# Aire urbaine d'Oyonnax
L'aire urbaine d'Oyonnax est une aire urbaine française centrée sur l'unité urbaine d'Oyonnax, dans l'Ain. 

## Données générales
Composée de 21 communes, dont 9 jurassiennes, elle comptait 41 401 habitants en 2014.

## Composition
| Nom               | Code Insee | Statut           | Superficie (km2) | Population (dernière pop. légale) | Densité (hab./km2) |
| ----------------- | ---------- | ---------------- | ---------------- | --------------------------------- | ------------------ |
| Apremont          | 01011      |                  | 14,57            | 399 (2022)                        | 27                 |
| Arbent            | 01014      |                  | 23,49            | 3 482 (2022)                      | 148                |
| Belleydoux        | 01035      |                  | 17,63            | 306 (2022)                        | 17                 |
| Bellignat         | 01031      |                  | 7,83             | 3 581 (2022)                      | 457                |
| Chancia           | 39102      |                  | 2,41             | 217 (2022)                        | 90                 |
| Choux             | 39151      |                  | 8,27             | 136 (2022)                        | 16                 |
| Condes            | 39163      |                  | 2,05             | 117 (2022)                        | 57                 |
| Dortan            | 01148      |                  | 18,11            | 2 013 (2022)                      | 111                |
| Échallon          | 01152      |                  | 28,09            | 774 (2022)                        | 28                 |
| Géovreisset       | 01171      |                  | 3,31             | 843 (2022)                        | 255                |
| Groissiat         | 01181      |                  | 6,32             | 1 216 (2022)                      | 192                |
| Lavancia-Epercy   | 39283      |                  | 10,56            | 618 (2022)                        | 59                 |
| Martignat         | 01237      |                  | 13,25            | 1 667 (2022)                      | 126                |
| Matafelon-Granges | 01240      |                  | 21,54            | 630 (2022)                        | 29                 |
| Montcusel         | 39351      |                  | 9,55             | 145 (2022)                        | 15                 |
| Oyonnax           | 01283      |                  | 36,18            | 22 378 (2022)                     | 619                |
| Rogna             | 39463      |                  | 10,46            | 236 (2022)                        | 23                 |
| Samognat          | 01392      |                  | 14,01            | 645 (2022)                        | 46                 |
| Thoirette-Coisia  | 39530      | commune nouvelle | 15,5             | 816 (2022)                        | 53                 |
| Vescles           | 39557      |                  | 20,27            | 183 (2022)                        | 9                  |
| Viry              | 39579      |                  | 25,4             | 893 (2022)                        | 35                 |

### Évolution de la composition
- 1999 : 25 communes (12 dans l'Ain, 13 dans le Jura)
- 2010 : 22 communes (12 dans l'Ain, 10 dans le Jura)
  - Cornod, Jeurre et Lavans-sur-Valouse deviennent des communes multipolarisées (-3)

## Évolution démographique
| 1968   | 1975   | 1982   | 1990   | 1999   | 2009   | 2014   |
| ------ | ------ | ------ | ------ | ------ | ------ | ------ |
| 27 591 | 31 330 | 34 936 | 39 137 | 41 434 | 41 836 | 41 401 |

## Caractéristiques en 1999
D'après la définition qu'en donne l'INSEE, l'aire urbaine d'Oyonnax était composée de 25 communes, dont 13 dans le Jura et 12 dans l'Ain. Ses 42 054 habitants faisaient d'elle la 157e aire urbaine de France.
Le tableau suivant détaille la répartition de l'aire urbaine sur les deux départements (les pourcentages s'entendent en proportion du département) :
| Département | Communes | Communes (%) | Superficie (km²) | Superficie (%) | Population (1999) | Population (%) |
| ----------- | -------- | ------------ | ---------------- | -------------- | ----------------- | -------------- |
| Jura        | 13       | 2,4          | 134,96           | 2,7            | 3 663             | 1,5            |
| Ain         | 12       | 2,9          | 204,33           | 3,5            | 38 391            | 7,5            |